# Moteur OM651 Mercedes-Benz
 (juillet 2024).
 (juillet 2024).
La mise en forme du texte ne suit pas les recommandations de Wikipédia : il faut le « wikifier ».
Les points d'amélioration suivants sont les cas les plus fréquents :
- Les titres sont pré-formatés par le logiciel. Ils ne sont ni en capitales, ni en gras.
- Le texte ne doit pas être écrit en capitales (les noms de famille non plus), ni en gras, ni en italique, ni en « petit »…
- Le gras n'est utilisé que pour surligner le titre de l'article dans l'introduction, une seule fois.
- L'italique est rarement utilisé : mots en langue étrangère, titres d'œuvres, noms de bateaux, etc.
- Les citations ne sont pas en italique mais en corps de texte normal. Elles sont entourées par des guillemets français : « et ».
- Les listes à puces sont à éviter, des paragraphes rédigés étant largement préférés. Les tableaux sont à réserver à la présentation de données structurées (résultats, etc.).
- Les appels de note de bas de page (petits chiffres en exposant, introduits par l'outil «  Source ») sont à placer entre la fin de phrase et le point final[comme ça].
- Les liens internes (vers d'autres articles de Wikipédia) sont à choisir avec parcimonie. Créez des liens vers des articles approfondissant le sujet. Les termes génériques sans rapport avec le sujet sont à éviter, ainsi que les répétitions de liens vers un même terme.
- Les liens externes sont à placer uniquement dans une section « Liens externes », à la fin de l'article. Ces liens sont à choisir avec parcimonie suivant les règles définies. Si un lien sert de source à l'article, son insertion dans le texte est à faire par les notes de bas de page.
- La présentation des références doit suivre les conventions bibliographiques. Il est recommandé d'utiliser les modèles {{Ouvrage}}, {{Chapitre}}, {{Article}}, {{Lien web}} et/ou {{Bibliographie}}. Le mode d'édition visuel peut mettre en forme automatiquement les références.
- Insérer une infobox (cadre d'informations à droite) n'est pas obligatoire pour parachever la mise en page.

Pour une aide détaillée, merci de consulter Aide:Wikification.
Si vous pensez que ces points ont été résolus, vous pouvez retirer ce bandeau et améliorer la mise en forme d'un autre article.
Le moteur OM651 est un moteur diesel 4 cylindres en ligne turbocompressé produit par Mercedes-Benz. Introduit en 2008, il remplace le moteur OM646 dans plusieurs modèles de la marque.

## Histoire
À partir d'octobre 2008, le moteur OM651 à 4 cylindres avec un système d'injection diesel common rail (CDI) de deuxième génération développé par Delphi, fait son apparition sur le marché. Ce moteur produit une puissance de 204 chevaux avec une cylindrée de 2 143 cm³ et consomme seulement 5,4 litres/100 km. Bien que ce moteur soit très puissant, avec un couple de 500 Nm, les émissions de CO2 ont été réduites de manière significative. Dès 2008, il était déjà conforme aux futures normes Euro 5 et Euro 6.
Ce nouveau moteur utilise un système de suralimentation à deux niveaux, combinant un petit turbocompresseur haute pression et un grand turbocompresseur basse pression. Pour garantir un fonctionnement plus régulier, le moteur est équipé de deux arbres d'équilibrage Lanchester.

### Comparaison des moteurs OM646 (ancienne génération) et OM651 (nouvelle génération)
| Comparaison                | Unité | OM646     | OM651            | Différence |
| -------------------------- | ----- | --------- | ---------------- | ---------- |
| Cylindrée                  | cm3   | 2 148     | 2143             | -0,2 %     |
| Puissance nominale à 1/min | ch    | 170 3 800 | 204 4 200        | +20 %      |
| Couple nominal à 1/min     | Nm    | 400 2000  | 500 1 600 - 1800 | +25 %      |
| Régime maximal             | 1/min | 4 900     | 5 200            | +6 %       |

## Le moteur OM651: un moteur innovant

### Intégration de deux arbres d'équilibrage Lanchester
Ils sont conçus pour contrebalancer les forces de déséquilibre dans les moteurs à pistons qui produisent des vibrations indésirables en raison des mouvements alternatifs des pistons et des bielles. Les arbres d'équilibrage sont équipés de contrepoids qui tournent en sens opposé pour annuler ces vibrations, plus précisément :
- Ils sont placés dans le bas moteur parallèlement au vilebrequin.
- En tournant à la même vitesse que le vilebrequin, mais dans des directions opposées, ils génèrent des forces qui neutralisent les vibrations causées par les mouvements des pistons.
- Cela réduit le bruit et les vibrations[1].

### Common rail de dernière génération
Le Common rail permet de générer et d'accumuler la pression de carburant nécessaire pour l'injection. Le carburant est alimenté de façon régulée par la pompe à haute pression dans le rail. Via les conduites hautes pression, le carburant arrive aux différents piézoinjecteurs avec une pression d'injection maximale pouvant aller jusqu'à 2 000 bar.

### Injecteurs piezoélectrique
Les injecteurs du moteur OM651 utilisent la technologie piezoélectrique, avec une pression d'injection pouvant atteindre 2000 bars. En comparaison, le moteur OM646 utilise des injecteurs électromagnétiques avec une pression d'injection d'environ 1600 bars. Les injecteurs piézoélectrique sont un élément clé de la technologie common rail. L'aiguille de l'injecteur est actionnée directement par un actuateur piézocéramique, plutôt que par une assistance hydraulique. Cela permet une injection de carburant plus rapide, une meilleure pulvérisation et une plus grande précision dans la chambre de combustion par rapport aux injecteurs traditionnels.

### Une distribution complexe
Le moteur OM651 utilise un système de distribution complexe comprenant à la fois une chaîne et des engrenages pour synchroniser le mouvement des différents composants du moteur.
Le pignon du vilebrequin entraîne les pignons intermédiaires gauche et droit. Le pignon intermédiaire gauche actionne la pompe à huile et la pompe à dépression. Le pignon de commande de la pompe à huile et de la pompe à dépression entraîne l'arbre d'équilibrage Lanchester gauche. Le pignon intermédiaire droit actionne l'arbre d'équilibrage Lanchester droit. Le pignon intermédiaire gauche entraîne également la pompe haute pression et le pignon de chaîne. Le pignon de chaîne entraîne la chaîne de distribution. La chaîne de distribution, soutenue par deux guides de chaîne et un tendeur de chaîne, entraîne les arbres à cames d'admission et d'échappement.

### Courroie d'accessoires
L'entraînement des organes auxiliaires est assuré par une courroie d'accessoires trapézoïdale à nervures mono pièce, sans entretien. La courroie d'accessoires est tendue par un tendeur de courroie automatique avec galet tendeur. Dans le moteur OM651, la pompe à eau est entraînée par la courroie d'accessoires, alors que dans d'autres moteurs elle est entraînée par la courroie de distribution. Cela signifie que si la courroie d'accessoires venait à lâcher, la pompe à eau ne serait plus alimentée, ce qui pourrait entraîner une surchauffe du moteur et potentiellement l'endommager.

### Modèles équipés du moteur OM651[7]

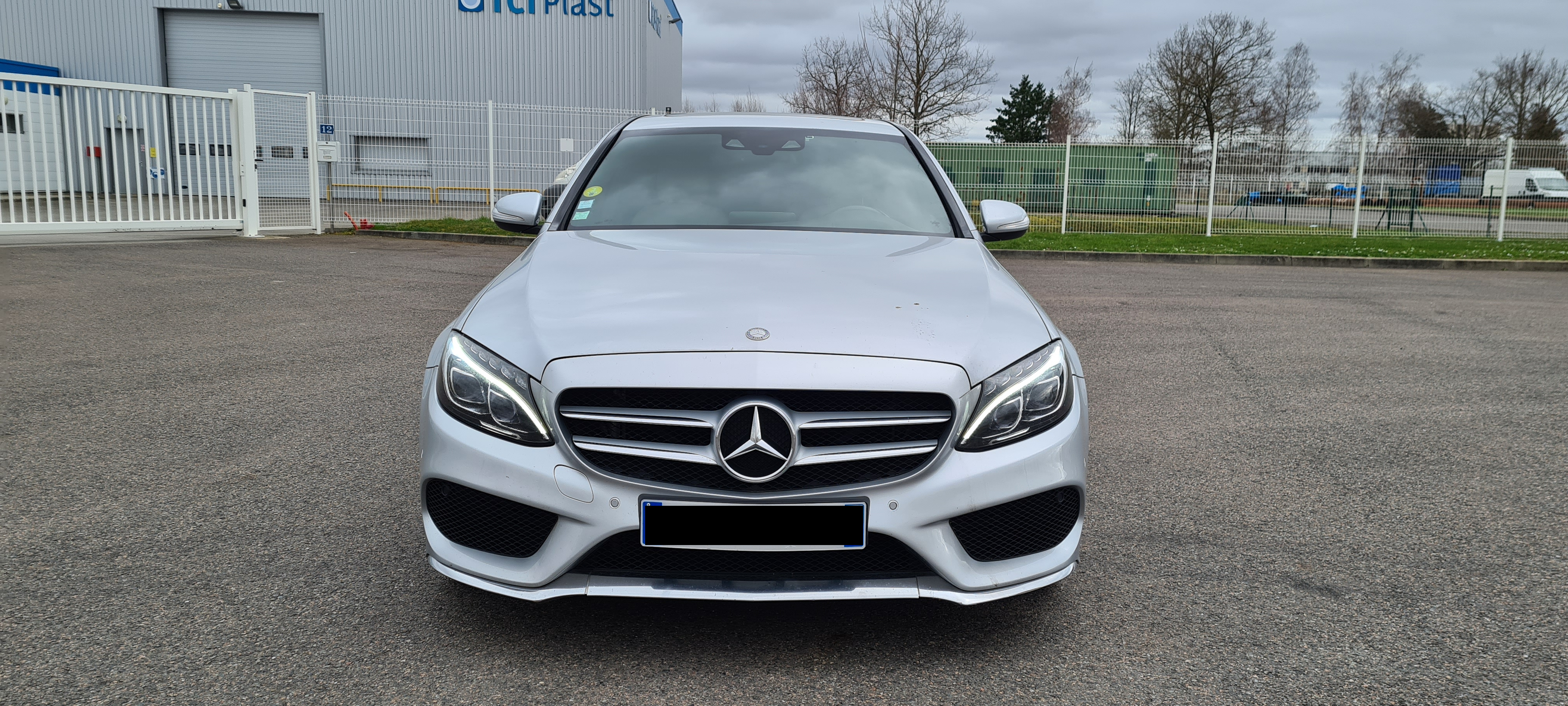
Classe C W205 - C250d 4MATIC

Les moteurs OM651 de Mercedes-Benz équipent plusieurs modèles, couvrant une gamme étendue de véhicules légers et utilitaires légers :

### Véhicules légers
- Classe A : W176
- Classe B : W246
- Classe C : W204 et W205
- Classe E : W212 et W213
- CLA : C117
- GLA : X156
- GLC : X253
- Classe V : W447

### Véhicules utilitaires légers
- Sprinter : W906 et W907
- Vito : W639 et W447